# Сакки, Джовенале
Джовенале Сакки (итал. Giovenale Sacchi; 22 ноября 1726, Милан — 27 сентября 1789, Милан) — итальянский музыковед.
Обучался при монашеском ордене варнавитов и в 1742 году сам вступил в орден. Изучал философию в Павии, окончив Павийский университет в 1749 году, затем преподавал риторику в Лоди. В 1758 г. занял кафедру риторики в варнавитском коллегиуме в Милане и оставался на ней до конца жизни.
Благодаря общению с падре Мартини Сакки начал писать о музыке, опубликовав первые работы в 1761 году. Труды Сакки касались истории музыки в древности, проблем контрапункта (включая резкую полемику с идеями Жана-Филиппа Рамо), а также биографии Бенедетто Марчелло и певца Фаринелли. В 1788 году опубликовал трактат «Образец теории музыки» (лат. Specimen Theoriae Musicae).